# Chris Tina Tengel
Chris Tina Tengel (geboren 1964 in Wien) ist eine österreichische Musikredakteurin und Moderatorin, die seit 1990 für den ORF arbeitet.

## Leben und Werk
Tengel besuchte das Bundesgymnasium und Bundesrealgymnasium Keimgasse in Mödling und maturierte im Jahr 1982. Anschließend absolvierte sie ein Studium der Musik- und Theaterwissenschaft an der Universität Wien, das sie mit einer Diplomarbeit über den österreichischen Komponisten und Kapellmeister Franz Salmhofer und dem akademischen Grad Magister abschloss. Nach Volontariaten in der Musikabteilung des ORF-Fernsehens arbeitet Tengel seit 1990 für den ORF-Radiosender Österreich 1 Musiksendungen, mit Schwerpunkt Oper.
Zum Gestaltungs- und Moderationsumfang der Redakteurin gehörten Sendungen in den Hörfunkreihen Apropos Oper, Aus dem Konzertsaal und Musikpavillon, sowie die Präsentation von Ausstrahlungen von Gesamtopern, wie zum Beispiel Das Ö1 Konzert. Aktuell (November 2020) moderiert sie regelmäßig die Sendung Stimmen hören (seit 2010), in der sie bekannte Opern als auch Raritäten präsentiert und Interpretationen weltweit vergleicht, sowie die nach dem Ö1 Journal um acht ausgestrahlte Morgensendung Pasticcio. Darüber hinaus publiziert Tengel in diversen Printmedien wie zum Beispiel für Programmpublikationen der Salzburger Festspiele und der Wiener Staatsoper.
Mitte der 2000er Jahre (nach Juli 2004; vor Oktober 2006) vollzog Tengel, die bis dahin unter ihren männlichen Vornamen bekannt war, ihren Geschlechtswechsel und nahm die Vornamen Chris Tina an. Im Oktober 2016 wurde sie von der Bioethikkommission beim Bundeskanzleramt als „selbst Betroffene“ eingeladen, um „der Kommission Einblicke in das Thema“ Transgeschlechtlichkeit zu geben.

## Publikation
- Christian Thomas Tengel: Franz Salmhofer: Komponist und Kapellmeister, Chronik 1900–1945. Diplomarbeit, Wien 1988.[3]

## Nachweise und Anmerkungen
1. 1 2 3  Chris Tina Tengel. (Memento vom 4. März 2016 im Internet Archive). Kurzbiografie. In: kundendienst.ORF.at, ORF-Stars: Ö1.
2. ↑  Absolventen des BG/BRG Mödling, Franz Keim-Gasse. (Memento des Originals vom 19. September 2020 im Internet Archive)  Info: Der Archivlink wurde automatisch eingesetzt und noch nicht geprüft. Bitte prüfe Original- und Archivlink gemäß Anleitung und entferne dann diesen Hinweis. (PDF). Hier S. 89, Rz. 3170. In: Website der Schule, Juni 2019, abgerufen am 24. November 2020.
3. 1 2  Christian Thomas Tengel: Franz Salmhofer: Komponist und Kapellmeister, Chronik 1900–1945. Wird referenziert in:
Michael Kraus: Die musikalische Moderne an den Staatsopern von Berlin und Wien 1945–1989. Paradigmen nationaler Kulturidentitäten im Kalten Krieg. J. B. Metzler/Springer, Stuttgart 2017, ISBN 978-3-476-04352-8 (Fußnoten 816 und 817, S. 251, Literaturverzeichnis, S. 516 in der Google-Buchsuche).
4. 1 2  2.1 Intersexualität / Transsexualität. In: Tätigkeitsbericht der Bioethikkommission an den Bundeskanzler. Oktober 2016 – Oktober 2017. Bundeskanzleramt: Geschäftsstelle der Bioethikkommission (Hrsg.), S. 3. (Digitalisat (PDF). In: Website des Bundeskanzleramtes, abgerufen am 24. November 2020.)
5. ↑  Chris Tina Tengel. (Memento des Originals vom 27. November 2020 im Internet Archive)  Info: Der Archivlink wurde automatisch eingesetzt und noch nicht geprüft. Bitte prüfe Original- und Archivlink gemäß Anleitung und entferne dann diesen Hinweis. Eintrag mit Kurzbiografie und aktuell präsentierte Sendungen. In: Team – oe1.ORF.at, abgerufen am 24. November 2020.
6. ↑  Lieben, Leiden, Sterben. In: Daily (= begleitende Tageshefte zu den Salzburger Festspielen). Salzburger Festspielfonds (Hrsg.), Nr. 14, 10. August 2010, S. 3. (Digitalisat (PDF; 565 kB). In: Archiv-Portal der Salzburger Festspiele, abgerufen am 24. November 2020.)
7. ↑  Chris Tina Tengel: Entstehungsgeschichte und Rezeption. In: Gaetano Donizetti: Anna Bolena. Programmheft der Wiener Staatsoper, Spielzeit 2010/2011, S. 47–53. (Digitalisat (PDF) (Memento vom 24. Juni 2015 im Internet Archive). In: Website der Wiener Staatsoper.)
8. ↑  „80 Jahre Radio“: „RadioTexte“ in der „Literatur-Miniatur“ und fünfteilige „Musikgalerie spezial“ in Ö1. In: APA-OTS-Aussendung der ORF Radio Öffentlichkeitsarbeit, 28. Juli 2004, abgerufen am 24. November 2020.
9. 1 2  Mi 18.10.06, 20:00 Uhr TransX Villa-Abend: Geschlechtswechsel in aller Öffentlichkeit: „Wie reagiert die Allgemeinheit wenn medienbekannte Personen in einem neuen Geschlecht auftreten? Die ORF-Musikredakteurin Chris Tina Tengel berichtet über ihre Erfahrungen.“ In: TransX-Programmfolder TA062, Oktober 2006. (Digitalisat (PDF; 403 kB). In: Website von TransX – Verein für Transgender Personen, abgerufen am 24. November 2020.)

| Personendaten    | Personendaten                                                                |
| ---------------- | ---------------------------------------------------------------------------- |
| NAME             | Tengel, Chris Tina                                                           |
| ALTERNATIVNAMEN  | Tengel, Christian Thomas (Geburtsname)                                       |
| KURZBESCHREIBUNG | österreichische Musikredakteurin und Moderatorin beim Radiosender Ö1 des ORF |
| GEBURTSDATUM     | 1964                                                                         |
| GEBURTSORT       | Wien                                                                         |